# Konstantin Apollonowitsch Sawizki

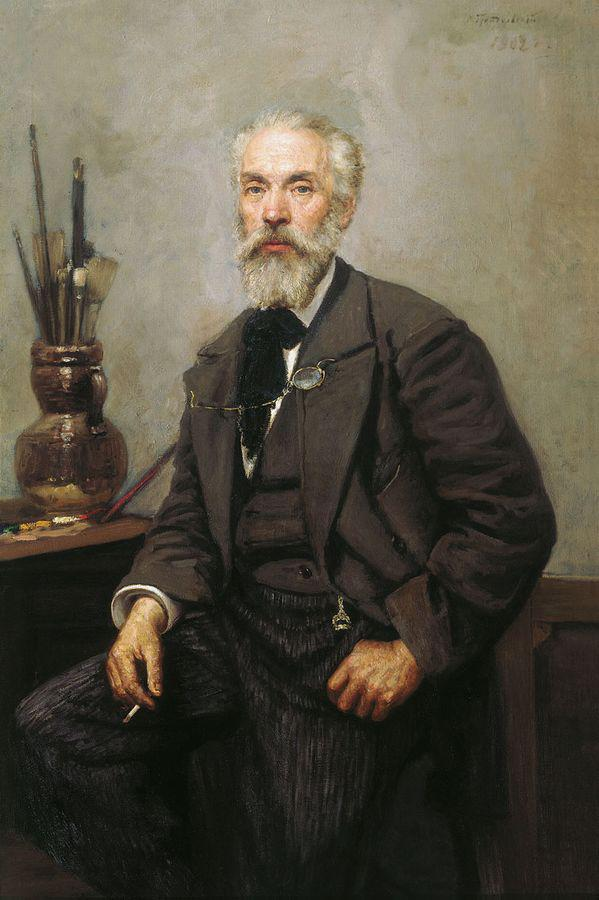
Konstantin Apollonowitsch Sawizki

Konstantin Apollonowitsch Sawizki (russisch Константин Аполлонович Савицкий, wiss. Transliteration Konstantin Apollonovič Savickij; * 6. Juni 1844 in Taganrog; † 13. Februar 1905 in Pensa) war ein russischer Maler und Pädagoge. Seine Werke sind dem Realismus sowie teilweise dem Impressionismus in der Malerei zuzuordnen.

## Leben
Er wuchs auf als Sohn eines ehemaligen Militärarztes, der nach dem Ausscheiden aus der Armee als Arzt an einem Gymnasium in Taganrog tätig war. Hier verbrachte er seine Kindheit und Jugend. Schon in jungen Jahren interessierte er sich für Malerei. Seine ersten Zeichnungen und Skizzen entstanden am Asowschen Meer, wo er mit seinen Eltern die Ferien verbrachte. Am Gymnasium bekam er Zeichenunterricht. Als er die fünfte Klasse des Gymnasiums besuchte, verstarben seine Eltern unerwartet. Konstantin Sawizki kam daraufhin zu seinem Onkel, einem Bruder seines Vaters, der im heutigen Lettland lebte und sein Vormund wurde.
Hier besuchte er eine private Internatsschule. 1862 schloss er seine Ausbildung hier ab und ging nach Sankt Petersburg, um in die dortige Kunstakademie einzutreten. Die persönliche Bekanntschaft mit herausragenden Vertretern der russischen Kultur wie Ilja Repin, Iwan Iwanowitsch Schischkin, Wiktor Michailowitsch Wasnezow, Mark Matwejewitsch Antokolski, Wassili Petrowitsch Stassow sowie Nikolai Michailowitsch Karamsin beeinflussten seine weitere Entwicklung nachhaltig.
Sawizki wurde bald einer der besten Studenten der Petersburger Kunstakademie. Fünf seiner Bilder, die während des Studiums entstanden, wurden mit Silbermedaillen ausgezeichnet, für das Gemälde Kain und Abel (Каин и Авель) aus dem Jahr 1871 erhielt er eine Goldmedaille. Nach Abschluss seines Studiums ging er für zwei Jahre ins Ausland.
Nach seiner Rückkehr nach Russland wurde er Teilhaber bei den Peredwischniki. Sein Gemälde Gleisarbeiten (Ремонтные работы на железной дороге) wurde eines der ersten Werke dieser Zeit, die dem Leben der Arbeiterklasse gewidmet waren. Weiterhin war er an der Entstehung des Gemäldes Morgen im Kiefernwald beteiligt, das er in Zusammenarbeit mit Iwan Schischkin malte. Er entfernte allerdings später seine Signatur von diesem Gemälde, so dass es nunmehr Schischkin allein zugeschrieben wird.
Die Namen seiner Werke wie Die Abgebrannten (Погорельцы), Aufbruch in den Krieg (На войну), Der Hirt (Пастух), Krutchnik (Крючник) sowie Streitgespräch an der Schranke (Спор на меже) geben Auskunft über die Intention seiner Kunst. Ein Großteil seiner Werke befindet sich heute in den Galerien Moskaus, Sankt Petersburgs sowie in Kiew.
Sawizki ging mehr als zwei Jahrzehnte lang pädagogischen Tätigkeiten in den Kunsthochschulen von Moskau, Sankt Petersburg und Pensa tätig nach. 1897 wurde er Mitglied der Petersburger Kunstakademie. Zu seinen vielen Schülern zählte auch sein Sohn Georgi, der ebenfalls ein bekannter Maler werden sollte. Konstantin Sawizki verstarb 1905.

## Weitere Werke (Auswahl)
- Junges Mädchen aus Weißrussland
- Erholungspause nach der Arbeit
- Das Almosen für entlaufene sibirische Strafgefangene